# Liga LEB Oro 2007-2008
La Liga LEB Oro 2007-2008 è stata la 52ª edizione della seconda divisione spagnola di pallacanestro maschile. La prima edizione con il nome LEB Oro.

## Squadre partecipanti
| Squadra               | Città                      | Regione             |
| --------------------- | -------------------------- | ------------------- |
| Basquetinca.com       | Inca                       | Baleari             |
| Bruesa GBC            | San Sebastián              | Paesi Baschi        |
| Alerta Cantabria      | Santander                  | Cantabria           |
| UB La Palma           | Santa Cruz de la Palma     | Canarie             |
| Ciudad de Huelva      | Huelva                     | Andalusia           |
| Melilla               | Melilla                    | Melilla             |
| CAI Zaragoza          | Saragozza                  | Aragona             |
| Alicante Costa Blanca | Alicante                   | Comunità Valenciana |
| CB L'Hospitalet       | L'Hospitalet de Llobregat  | Catalogna           |
| CB Alcúdia            | Alcúdia                    | Baleari             |
| Leche Río Breogán     | Lugo                       | Galizia             |
| Ciudad de La Laguna   | San Cristóbal de La Laguna | Canarie             |
| Villa de Los Barrios  | Los Barrios                | Andalusia           |
| Beirasar Rosalía      | Santiago di Compostela     | Galizia             |
| Tenerife Rural        | San Cristóbal de La Laguna | Canarie             |
| Ford Burgos           | Burgos                     | Castiglia e León    |
| Plus Pujol Lleida     | Lleida                     | Catalogna           |
| Aguas de Valencia     | Gandia                     | Comunità Valenciana |

## Classifica finale
| #  | Teams                 | P  | V  | P  | PF   | PS   | Qualificate   |
| -- | --------------------- | -- | -- | -- | ---- | ---- | ------------- |
| 1  | CAI Zaragoza          | 34 | 28 | 6  | 2950 | 2465 | Promozione    |
| 2  | Alicante Costa Blanca | 34 | 24 | 10 | 2795 | 2648 | Playoff       |
| 3  | Bruesa GBC            | 34 | 24 | 10 | 2851 | 2684 | Playoff       |
| 4  | Leche Río Breogán     | 34 | 24 | 10 | 2739 | 2546 | Playoff       |
| 5  | Tenerife Rural        | 34 | 19 | 15 | 2809 | 2678 | Playoff       |
| 6  | Plus Pujol Lleida     | 34 | 19 | 15 | 2714 | 2655 | Playoff       |
| 7  | Ciudad de La Laguna   | 34 | 17 | 17 | 2696 | 2752 | Playoff       |
| 8  | Beirasar Rosalía      | 34 | 17 | 17 | 2636 | 2739 | Playoff       |
| 9  | Villa de Los Barrios  | 34 | 17 | 17 | 2505 | 2557 | Playoff       |
| 10 | Melilla               | 34 | 15 | 19 | 2524 | 2586 |               |
| 11 | Ford Burgos           | 34 | 15 | 19 | 2639 | 2661 |               |
| 12 | Ciudad de Huelva      | 34 | 14 | 20 | 2576 | 2657 |               |
| 13 | CB Alcúdia            | 34 | 13 | 21 | 2464 | 2596 |               |
| 14 | Aguas de Valencia     | 34 | 13 | 21 | 2599 | 2686 |               |
| 15 | Alerta Cantabria      | 34 | 12 | 22 | 2567 | 2736 |               |
| 16 | Basquetinca.com       | 34 | 12 | 22 | 2590 | 2679 |               |
| 17 | UB La Palma           | 34 | 12 | 22 | 2626 | 2782 | Retorcessione |
| 18 | CB L'Hospitalet       | 34 | 11 | 23 | 2663 | 2836 | Retorcessione |

## LEB Playoffs

### Quarti di finale
I quarti di finale vengono giocati al meglio delle tre gare, i vincitori passano alle Final Four. 
| Squadra 1             | Totale | Squadra 2            | Gara 1 | Gara 2 | Gara 3 |
| --------------------- | ------ | -------------------- | ------ | ------ | ------ |
| Alicante Costa Blanca | 2 - 1  | Villa de Los Barrios | 73-67  | 52-66  | 103-67 |
| Bruesa GBC            | 2 - 0  | Beirasar Rosalía     | 76-67  | 74-73  |        |
| Leche Río Breogán     | 2 - 0  | Ciudad de La Laguna  | 76-67  | 94-79  |        |
| Tenerife Rural        | 2 - 1  | Plus Pujol Lleida    | 86-89  | 92-81  | 91-85  |

### Final Four
Le Final Four hanno avuto luogo presso Cáceres, dal 31 maggio al 1 giugno. La vincente viene promossa in Liga ACB.
|  | Semifinali | Semifinali            | Semifinali |            |    | Finale         | Finale | Finale |  |
|  |            |                       |            |            |    |                |        |        |  |
|  | 2          | Alicante Costa Blanca | 78         |            |    |                |        |        |  |
|  | 2          | Alicante Costa Blanca | 78         |            |    |                |        |        |  |
|  | 5          | Tenerife Rural        | 79         |            |    |                |        |        |  |
|  | 5          | Tenerife Rural        | 79         |            | 5  | Tenerife Rural | 76     |        |  |
|  |            |                       |            |            | 5  | Tenerife Rural | 76     |        |  |
|  |            |                       | 3          | Bruesa GBC | 81 |                |        |        |  |
|  | 3          | Bruesa GBC            | 3          | Bruesa GBC | 81 | 83             |        |        |  |
|  | 3          | Bruesa GBC            |            |            |    |                |        |        |  |
|  | 4          | Leche Río Breogán     | 72         |            |    |                |        |        |  |

## Verdetti
- Promozioni in Liga ACB: CAI Zaragoza e Bruesa GBC
- Retrocessioni in LEB Plata: CB L'Hospitalet, Ciudad de Huelva, Alerta Cantabria
- Rispeccaggi: UB La Palma